# En attendant la nuit
Pour plus de détails, voir Fiche technique et Distribution.
En attendant la nuit est un drame fantastique franco-belge réalisé par Céline Rouzet et sorti en 2023,. Il s'agit du premier long-métrage de fiction de la réalisatrice.
Le film remporte le prix spécial du jury lors du 31e Festival international du film fantastique de Gérardmer.

## Synopsis
À la fin des années 90, Philémon emménage avec sa famille dans une banlieue pavillonnaire tranquille dans l'espoir d'y mener une vie normale. Alors qu'il rencontre et tombe amoureux de sa voisine Camilla, Philémon risque d'exposer son secret : il a besoin de sang humain pour survivre.

## Fiche technique
Sauf indication contraire, les informations mentionnées dans cette section peuvent être confirmées par les bases de données cinématographiques IMDb et Allociné,  présentes dans la section « Liens externes ».
- Titre original : En attendant la nuit
- Réalisation : Céline Rouzet
- Scénario : Céline Rouzet et William Martin
- Musique : Jean-Benoît Dunckel
- Décors : Chloé Cambournac
- Costumes : Clément Vachelard
- Photographie : Maxence Lemonnier
- Son : Gregory Le Maître
- Montage : Léa Masson
- Production : Olivier Aknin et Candice Zaccagnino
  - Coproduction : Guillaume Malandrin
- Sociétés de production : ElianeAntoinette, Reboot Films et Altitude 100
- Société de distribution : Tandem
- Budget :
- Pays de production :  France et  Belgique
- Langue originale : français
- Format :
- Genre : Drame fantastique
- Durée : 104 minutes
- Dates de sortie :
  - Italie : 6 septembre 2023 (Mostra de Venise)
  - France : 
    - 26 janvier 2024 (Gérardmer); 5 juin 2024 (sortie nationale)

## Distribution
- Mathias Legoût Hammond : Philémon Féral
- Céleste Brunnquell : Camila Berthier
- Élodie Bouchez : Laurence Féral
- Jean-Charles Clichet : Georges Féral
- Laly Mercier : Lucie Féral
- Anne Benoît : Hélène Noisy
- Louis Peres : Charles
- Angèle Metzger : Clémence
- Bakary Diombera : Simon
- Noah Lazhar : un ami de Charles

## Production

### Tournage
Le tournage du film se déroule principalement dans le Doubs, dans le Grand Besançon et le village de Devecey. La scène finale prend place sur le Pont de l'Abîme, en Haute-Savoie.
La scène d'ouverture a été tournée au Centre hospitalier du Val-de-Saône-Pierre-Vitter, à Gray, en Haute-Saône. Les scènes au cinéma sont tournées au Kursaal de Besançon, où a d'ailleurs eu lieu l'une des avant-premières du film, le 29 mai 2024.

## Accueil

### Festival et sortie
Le film est présenté à la 80e édition de la Mostra de Venise, en septembre 2023, dans la catégorie Orizzonti. En 2024, il concourt au Festival international du film fantastique de Gérardmer, où il remporte le prix spécial du jury.

## Distinctions

### Récompenses
- Festival international du film fantastique de Gérardmer 2024 : Prix spécial du jury[6]
- Festival du film fantastique de Bilbao (Espagne) 2024 : prix Fantrobia (réalisateur émergent)
- FIJA (Paris) 2024 : prix du meilleur acteur (Mathias Hammond Legoût)
- Bruxelles International Film Festival 2024 : prix du jury et prix du meilleur son
- Bruxelles International Film Festival 2024 : prix du meilleur acteur (Mathias Hammond Legoût) et prix de la meilleure actrice (Elodie Bouchez)
- Festival international du film de Hof (Allemagne) 2024 : prix Pharos Shiver Screen Award